# Aurelio Mosquera Narváez
Aurelio Mosquera Narváez (Quito, 2 de agosto de 1883-Ibidem, 17 de noviembre de 1939) fue un político ecuatoriano que dirigió el Partido Liberal Radical Ecuatoriano. Fue elegido como presidente de la República en 1938 y, con apoyo del ejército, disolvió la Asamblea Nacional y restableció la Constitución de 1906.

## Biografía
Nació en Quito en 1883. Cursó la carrera de medicina en la Universidad Central, de su ciudad natal. Viajó a París para continuar sus estudios y al volver a su patria alcanzó un gran prestigio como profesor, decano y rector de la Universidad Central. Fue elegido jefe del Partido Liberal. También fue vicepresidente de la Cámara de Diputados y del Senado. Inició su participación en la vida política del país cuando fue elegido Diputado por la provincia de Pichincha al Congreso Nacional, para el período legislativo de 1914 a 1915; y luego Consejero Municipal de Quito de 1914 a 1917 y Vicepresidente del mismo en 1918. En 1925 fue nombrado Consejero de Estado, en esa delicada época de transformación sociopolítica que se produjo como consecuencia de la Revolución Juliana que puso fin al gobierno del Dr. Gonzalo Córdova; tres años más tarde fue elegido una vez más como diputado por Pichincha a la Asamblea Constituyente, y posteriormente fue Senador de la República y Vicepresidente del Senado desde 1930 hasta 1931.
Desde temprana edad había pertenecido al Partido Liberal, y en 1932 -cuando dicho partido sufría una de sus más turbulentas crisis internas- fue elegido Presidente de la Junta Suprema Liberal Radical de Pichincha, dignidad que ejerció con prudencia y tino hasta el año 1936. En 1938, tras la dimisión de Manuel María Borrero, fue nombrado presidente de la República del Ecuador.

## Presidencia
El 1 de diciembre de 1938, cuando el Dr. Manuel María Borrero -Encargado del Poder Ejecutivo ante la renuncia del Jefe Supremo Gral. Alberto Enríquez Gallo- presentó también su renuncia ante la Asamblea Nacional, esta se reunió de inmediato para elegir al nuevo Presidente Constitucional de la República. Ante esta situación se presentaron dos candidaturas que representaban a las dos mayorías parlamentarias: La del Dr. Francisco Arízaga Luque, por los independientes, los socialistas y una fracción de disidentes liberales; y la del Dr. Aurelio Mosquera Narváez, por el Partido Liberal Radical.
A pesar de haber intentado varios acuerdos, los asambleístas no lograron los votos necesarios para elegir a ninguno de los dos candidatos, hasta que finalmente y amparados en la romántica frase de «El Socialismo se presenta para salvar al Ecuador», algunos dirigentes de dicho partido cambiaron su votación e inclinaron definitivamente la balanza. Así, con los votos socialistas, logró la mayoría necesaria que el 2 de diciembre de 1938 lo llevó a la Presidencia de la República. Pero no sólo se les escapó la presidencia a los socialistas, sino también la Carta Política más socialista de todas hasta esa fecha. La Carta contemplaba senadurías funcionales para los pequeños propietarios, arrendatarios y aparceros, para los artesanos y para los empleados públicos y privados. Encomendaba al Estado buscar un régimen de más adecuada distribución de las tierras mediante el fraccionamiento de los latifundios y la concesión de agua a los pueblos y caseríos que carecieran de ella. Entregaba al Estado el dominio inalienable e intransferible de las riquezas del subsuelo. Disponía que "no (podía) ser elegido presidente el mandatario, agente o abogado defensor de compañías extranjeras", lo que afectaba las aspiraciones presidenciales de Carlos Arroyo del Río, el más opcionado entre los liberales. 
Mosquera Narváez ofreció, en su discurso de toma de posesión, gobernar con los sectores que lo habían elegido; pero según confiesa Andrés F. Córdova, de la dirigencia liberal de ese entonces, se opuso Arroyo del Río que tenía "decisiva influencia en el ánimo del presidente". Mosquera formó un Gabinete de liberales. Los socialistas se sintieron burlados. La oposición hablaba de destituir al presidente; los gobiernistas, de disolver la Asamblea. Cuando ésta decidió ascender a general al coronel Luis Larrea Alba, de gustos socialistas, algunos de los altos oficiales del Ejército se opusieron. El presidente llegó a un acuerdo con ellos a través de su joven ministro de Defensa, Galo Plaza Lasso: el Ejército respaldaría a Mosquera si este disolvía la Asamblea y convocaba un Congreso Extraordinario de dos cámaras. Mosquera lo hizo basándose en la Carta Política de 1938 aunque ni la promulgó ni siguió las prescripciones de ella sobre la integración de las cámaras. 
El Congreso se instaló el primero de febrero de 1939 y eligió presidente del Senado a Arroyo del Río. Como había dudas sobre el régimen constitucional vigente, pues regía una Constitución no promulgada y regía a la vez la de 1906, prevaleció el consejo de Andrés F. Córdova de que se proclamara la de 1906 "concordada" con los cambios jurídicos ocurridos desde ese año. De esta manera triunfaba el liberalismo porque archivaba una Constitución de tendencia socialista, hacía posible la elección presidencial de Arroyo del Río y volvía a los años anteriores a la Revolución Juliana."Tengo el placer de comunicarle que la Asamblea ya no existe", decía un telegrama de Mosquera al gobernador de Guayaquil, Enrique Baquerizo. 
Esta contrarreforma liberal se basaba en un repunte de la economía: las exportaciones habían subido de 5 millones 700 mil dólares en 1936 a cerca de 11 millones en 1937. La contrarreforma se alimentaba en el temor de liberales y conservadores al bolchevismo socialista y cosechaba el hábil trabajo de los liberales para purgar del Ejército a los líderes más progresistas. Respondía a la circunstancia externa de miedo al socialismo estatal. Las oligarquías serrana y costeña volvían al Poder directo e imponían una moral legalista indiferente a la realidad social del Ecuador. El mismo día en que fue elegido Mosquera concluía el primer Congreso de la Confederación Ecuatoriana de Obreros Católicos (CEDOC), "que buscaba desviar la lucha sindical hacia la colaboración de clases", según afirma el historiador socialista Patricio Ycaza. Pero este Congreso aprobó también una plataforma de reivindicaciones laborales. 
La breve presidencia de Mosquera fue de mano dura para reprimir la agitación popular organizada y concentrar el Poder en el Ejecutivo. En diciembre apresó a algunos diputados socialistas y anarco-sindicalistas. En enero de 1939 sofocó el intento golpista de un sargento y dio de baja a cinco generales. Corno el Congreso Extraordinario había dispuesto que los cargos de período fijo se dieran por terminados, Mosquera colocó en puestos estratégicos a elementos conservadores, controló la autonomía municipal y reorganizó los colegios laicos y las universidades argumentando que el movimiento estudiantil se hallaba politizado y que las cátedras se habían convertido en "tribuna catequista de principios disolventes", como escribe el sociólogo marxista Agustín Cueva. En marzo los estudiantes y profesores se declararon en huelga. 
Los sindicatos textiles y de electricistas, choferes y tranviarios los apoyaron. Mosquera clausuró la Universidad Central y el colegio Juan Montalvo, reprimió al Sindicato Nacional de Educadores e impulsó una organización paralela más profesional. La Junta Liberal de Pichincha protestó porque "el Gobierno (había) traicionado palpablemente sus principios doctrinales" en favor de los conservadores. Pero según Mosquera, "la obra que (correspondía) realizar en la presidencia de la República no (era) de comodidad, sino de amarguras y luchas". El Congreso de 1939 restableció la exoneración de derechos a los bienes importados por las compañías extranjeras y concedió las facultades extraordinarias al presidente para ayudarle en la preservación del orden público. Presidido por Arroyo del Río, el Congreso dictó la Ley de Elecciones que borró el triple registro ideado por Enríquez, declaró insubsistentes las inscripciones anteriores y abrió un período extraordinario de inscripciones por una sola vez en el mes de abril de ese año. 

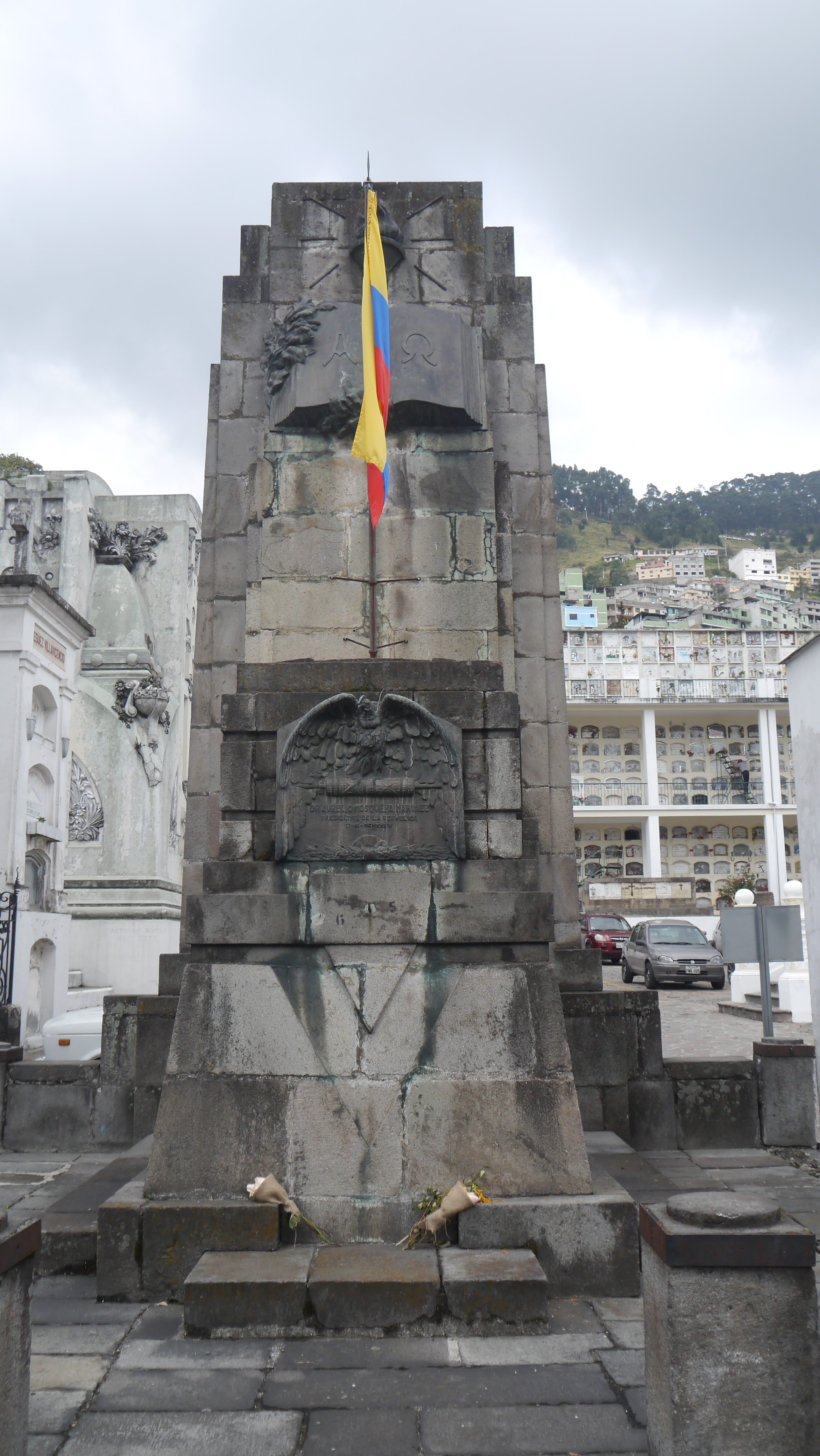
Mausoleo de Aurelio Mosquera en el Cementerio de San Diego.

El presidente Aurelio Mosquera Narváez murió repentinamente "de un ataque de uremia" el 17 de noviembre de 1939 aunque en la chismosa capital circuló el rumor de que se había suicidado al ingerir una medicina venenosa que él mismo se recetó e hizo preparar en la Botica Alemana de Quito.

## Muerte en el Poder

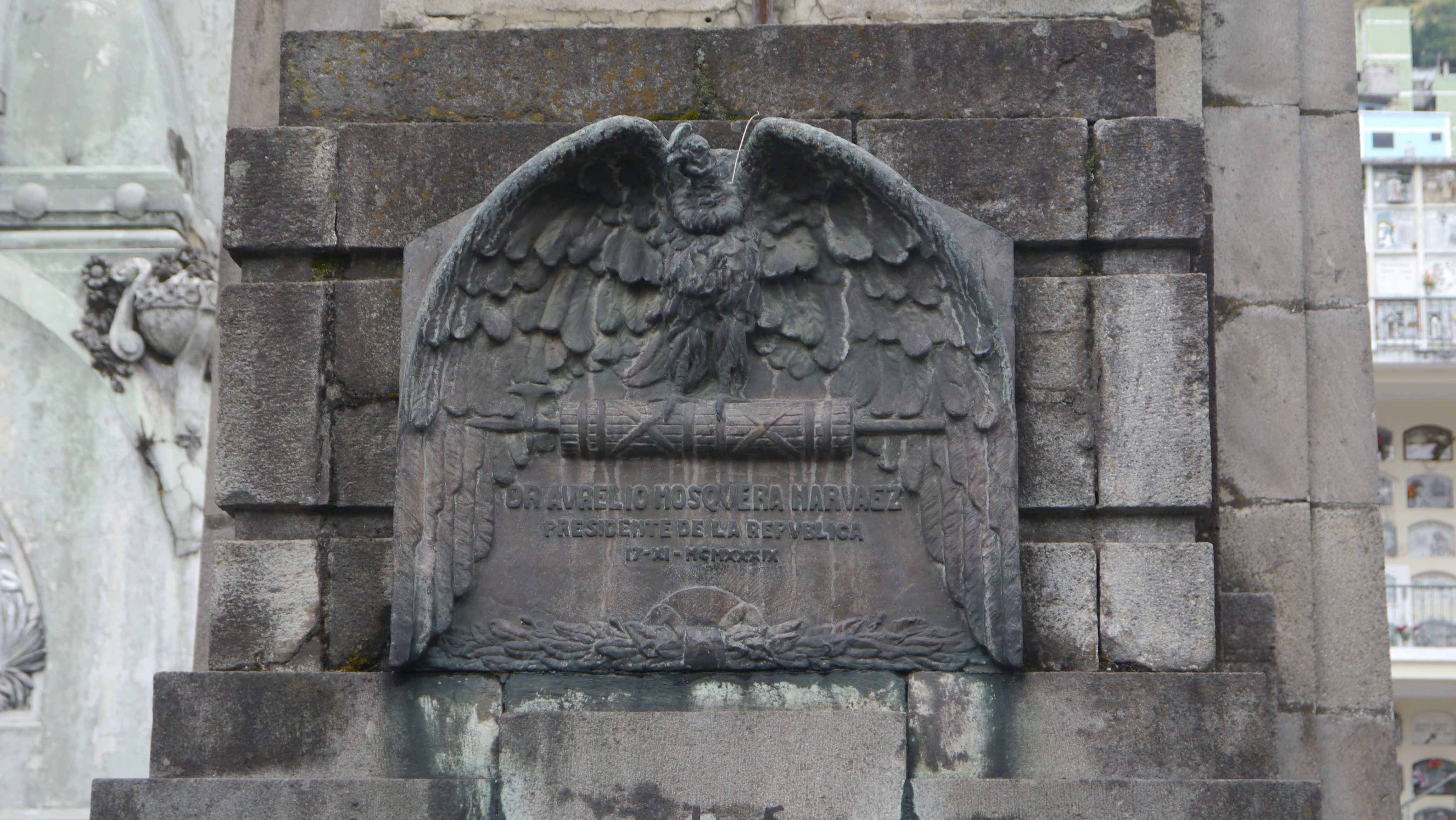
Placa de su mausoleo, detalle.

La obra de Mosquera quedó trunca, porque murió el 16 de noviembre de 1939, quedando envuelta en el misterio la causa de su deceso, lo que generó especulaciones en la época, entre ellas un posible suicidio. Sin embargo, no existen registros oficiales concluyentes al respecto.
Asumió el mando el Dr. Carlos Arroyo del Río, Presidente del Senado.